# رودولفو مارتين فيلا
رودولفو مارتين فيلا (بالإسبانية: Rodolfo Martín Villa)‏ هو مهندس وسياسي إسباني، ولد في 3 أكتوبر 1934 في ليون في إسبانيا. حزبياً، نشط في اتحاد الوسط الديمقراطي وحزب الشعب.

## مناصب
- في الانتخابات العمومية الإسبانية 1996 [الإنجليزية]‏، انتخب عضو مجلس النواب الإسباني  [لغات أخرى]‏ عن دائرة مدريد [الإنجليزية]‏ خلال فترته النيابية  [لغات أخرى]‏ (25 مارس 1996 – 10 فبراير 1997).
- في الانتخابات العمومية الإسبانية 1993 [الإنجليزية]‏، انتخب عضو مجلس النواب الإسباني  [لغات أخرى]‏ عن دائرة مدريد [الإنجليزية]‏ خلال فترته النيابية  [لغات أخرى]‏ (23 يونيو 1993 – 9 يناير 1996).
- في الانتخابات العامة الإسبانية 1989 [الإنجليزية]‏، انتخب عضو مجلس النواب الإسباني  [لغات أخرى]‏ عن دائرة مدريد [الإنجليزية]‏ خلال فترته النيابية  [لغات أخرى]‏ (17 نوفمبر 1989 – 13 أبريل 1993).
- في الانتخابات العمومية الإسبانية 1982 [الإنجليزية]‏، انتخب عضو مجلس النواب الإسباني  [لغات أخرى]‏ عن دائرة León (Congress of Deputies constituency) [الإنجليزية]‏ خلال فترته النيابية  [لغات أخرى]‏ (12 نوفمبر 1982 – 9 فبراير 1983).
- في الانتخابات العمومية الإسبانية 1979 [الإنجليزية]‏، انتخب عضو مجلس النواب الإسباني  [لغات أخرى]‏ عن دائرة León (Congress of Deputies constituency) [الإنجليزية]‏ خلال فترته النيابية  [لغات أخرى]‏ (13 مارس 1979 – 18 نوفمبر 1982).
- انتخب نائب رئيس وزراء اسبانيا [الإنجليزية]‏ (2 سبتمبر 1981 – 30 يوليو 1982).
- انتخب وزير الداخلية  [لغات أخرى]‏ (4 يوليو 1977 – 5 أبريل 1979).
- انتخب minister of territorial administration  [لغات أخرى]‏ (9 سبتمبر 1980 – 2 ديسمبر 1981).
- انتخب ministro de Gobernación  [لغات أخرى]‏ (5 يوليو 1976 – 4 يوليو 1977).
- انتخب  (12 ديسمبر 1975 – 5 يوليو 1976).
- انتخب national head of the Spanish University Union ‏ (23 فبراير 1962 – 10 سبتمبر 1964).
- انتخب civil governor of Barcelona  [لغات أخرى]‏ (1974 – 1975).
- انتخب عضو المحاكم الفرانكوية  [لغات أخرى]‏ (1964 – 1977).
- انتخب عضو مجلس الشيوخ الإسباني  [لغات أخرى]‏ (1977 – 1979).

## روابط خارجية
- رودولفو مارتين فيلا على موقع IMDb (الإنجليزية)
- رودولفو مارتين فيلا على موقع مونزينجر (الألمانية)